# Кростини
Кростините (на италиански: Crostini) са италианско предястие.

## История
Подобно на брускетите изглежда, че кростините датират от Средновековието, когато италианските селяни са яли ястията си, подреждайки ги на филийки хляб, а не в чинии. Кростините сега се ядат в цяла Италия и понякога са се превърнали в специалитет в някои региони на Централна Италия.

## Характеристики и приготвяне
Това са филийки препечен хляб, гарнирани с други съставки, включително сирене, месо, зеленчуци, зехтин, ароматни билки или сосове. Кростините често се сервират с вино и по време на аперитиви.
Терминът може да се отнася и до крутони: малки кубчета хляб, пържени в масло, които служат като гарнитура към супи или сосове велуте от бобови растения.

## Варианти
Традиционните смесени тоскански кростини се считат за почти основно ястие в регион Тоскана. Те могат да съдържат, наред с други съставки, далак или черен дроб (черни кростини), месо от бекас, боб и гъби.
В Умбрия кростините се сервират със сос от черни трюфели от Норча и аншоа, а в други случаи и с пилешки дробчета.
По-големият еквивалент на кростините се нарича кростони.